# Matta hambletoni
Matta hambletoni là một loài nhện trong họ Tetrablemmidae.
Loài này thuộc chi Matta. Matta hambletoni được Crosby miêu tả năm 1934.